# Parlamentswahl in Bergkarabach 2015
Die Parlamentswahl in der Republik Bergkarabach (seit 2017 Republik Arzach) zur Nationalversammlung der Republik fand am 3. Mai 2015 statt. Ihr folgte fünf Jahre später die Parlamentswahl in Arzach 2020.

## Hintergrund und Reaktionen
Die Republik Bergkarabach erklärte 1991 ihre Unabhängigkeit von Aserbaidschan. Der Bergkarabachkonflikt eskalierte daraufhin zum offenen Krieg, der 1994 in einem Waffenstillstand endete. Bergkarabach wurde de facto unabhängig von Aserbaidschan und besetzte weitere Gebiete. Diese Unabhängigkeit wurde nie von der internationalen Gemeinschaft anerkannt, sodass das Gebiet de-jure weiter bei Aserbaidschan blieb. Entsprechend wurde die Wahl und ihr Ergebnis von der Regierung in Baku, der Türkei, der Europäischen Union und den Vereinigten Staaten nicht anerkannt.

## Durchführung
Mehr als 100 Repräsentanten aus 30 Ländern beobachteten die Wahl.

## Ergebnisse
| Parteien                            | Verhältniswahl | Verhältniswahl | Verhältniswahl | Direktwahl | Direktwahl | Direktwahl | insge- samte Sitze | +/- |
| Parteien                            | Stimmen        | %              | Sitze          | Stimmen    | %          | Sitze      | insge- samte Sitze | +/- |
| ----------------------------------- | -------------- | -------------- | -------------- | ---------- | ---------- | ---------- | ------------------ | --- |
| Freie Heimat                        | 32.632         | 47,35          | 11             |            |            | 4          | 15                 | +1  |
| Demokratische Partei Arzachs        | 13.105         | 19,10          | 4              |            |            | 2          | 6                  | 0   |
| Armenische Revolutionäre Föderation | 12.965         | 18,81          | 4              |            |            | 3          | 7                  | +1  |
| Bewegung 88                         | 4.778          | 6,93           | 2              |            |            | 0          | 2                  | neu |
| Nationale Wiederbelebung            | 3.709          | 5,38           | 1              |            |            | 0          | 1                  | neu |
| Kommunistische Partei Arzachs       | 1.136          | 1,65           | 0              |            |            | 0          | 0                  | 0   |
| Frieden und Entwicklung             | 591            | 0,86           | 0              |            |            | 0          | 0                  | 0   |
| Unabhängige                         | -              | -              | -              |            |            | 2          | 2                  | -5  |
| ungültig                            | 3.380          | -              | -              | 4.232      | -          | -          | -                  | -   |
| Total                               | 72.296         | 100            | 22             | 69.381     | 100        | 11         | 33                 |     |
| registrierte Wähler                 | 102.042        | 70,88          | -              | 98.920     | 70,59      | -          | -                  | -   |